# بايتراك
بايتراك هي بلدة في مقاطعة كاسان في ولاية قشقداريا في أوزبكستان.